# Шляховой, Андрей Захарович
Андрей Захарович Шляховой (8 января 1960; Хабаровск, Хабаровский край) — основатель, президент и председатель правления Дальневосточного коммерческого банка «Далькомбанк».

## Биография
Родился 8 января 1960 в г. Хабаровске. Имеет старшего брата Олега.
В 1982 — закончил Хабаровский институт народного хозяйства по специальности «Бухгалтерский учет».
В 1986 году — окончил аспирантуру Ленинградского финансово-экономического института им. Н. А. Вознесенского по специальности «Бухгалтерский учет и анализ хозяйственной деятельности». Присвоена ученая степень кандидата экономических наук.
В апреле 1989 году стал инициатором создания и президентом ОАО «Далькомбанк».
C 2007 года стал членом совета директоров ОАО «Московского банка реконструкции и развития» (АКБ) .
С 2010 года по решению совета директоров Московского банка реконструкции и развития, является Председателем Правления АКБ МБРР  (ОАО). 
В 2010 году защитил диссертацию по теме «Региональная экономика: финансово-кредитные механизмы» с присвоением ученой степени доктор экономических наук.
Входит в состав Совета Ассоциации региональных банков России. Является представителем Ассоциации в Дальневосточном Федеральном округе.
Сторонник здорового образа жизни. В 1979 году выполнил норматив мастера спорта СССР по боксу. Является Президентом Дальневосточной федерации бокса.
Андрей Шляховой женат. Имеет 3 детей: сыновей Владимира и Андрея от первого брака и дочь Еву от второго.

## Награды
- Звание «Заслуженный  экономист Российской Федерации» присуждено Указом Президента РФ от 1 сентября 1999 года

- Серебряный знак Ассоциации региональных банков России за личный вклад в развитие банковской системы России.

- Орден "Золотая звезда «Финансовая доблесть России» за высококвалифицированный и самоотверженный труд по совершенствованию практики организации и ведения бухгалтерского учета и финансовой отчетности (награждён 26 июля 2007 года в ходе Международного Форума бухгалтеров и аудиторов при Управлении Делами Президента РФ).

- Звание Лауреата Всероссийского проекта «Эффективное управление кадрами» (присвоено 19 сентября 2009 г.)